# Aquatics Palace
L'Aquatics Palace (in russo Дворец водных видов спорта?, Dvorec vodnych vidov sporta) è un impianto sportivo di Kazan', in Russia, dedicato ai tuffi ed alle discipline natatorie.

## Storia
La costruzione dell'impianto è stata iniziata nel settembre 2009 ed è stata completata nell'ottobre 2012.
Nel luglio 2013 si sono svolte le gare della XXVII Universiade. Nell'estate 2015 ha ospitato le gare dei tuffi dei campionati mondiali di nuoto di Kazan' 2015.

## Caratteristiche tecniche

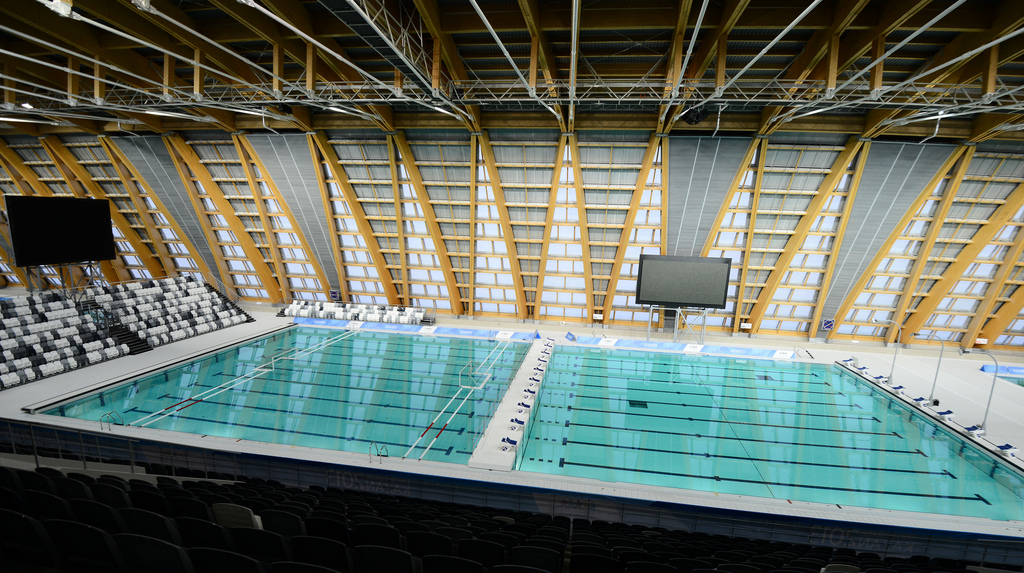
Gli interni della piscina.

La struttura è composta da tre vasche: una dedicata ai tuffi di dimensione 33,3х25 m e due di dimensione 50х25 m dedicate alle discipline natatorie. È attrezzata con trampolini e piattaforma.
Sono presenti delle gradinate ove possono essere presenti 4 200 spettatori.